# 鸣鹿街道
鸣鹿街道，是中华人民共和国河南省周口市鹿邑县下辖的一个乡镇级行政单位。

## 行政区划
鸣鹿街道下辖以下地区：
胡半楼社区、赵楼社区、黄盆社区、麻窝张社区、刘庄社区、前李社区、胡堂社区、刘堂社区、王台社区、王大挂社区、王菜园社区、段楼社区和六里井社区。